# Gemma Ray

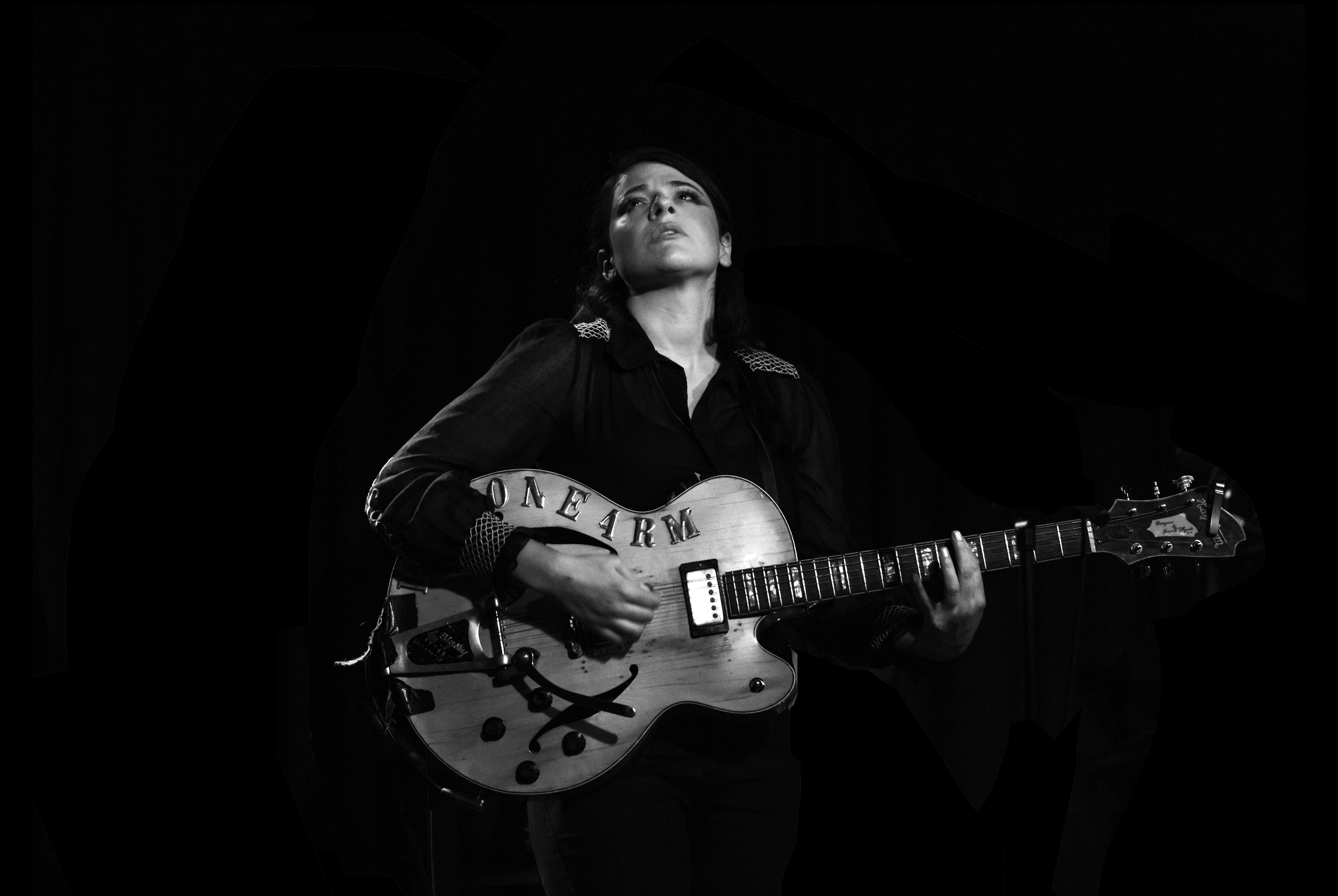
Gemma Ray (2014)

Gemma Ray (* 1980 in Basildon, Essex) ist eine britische Songwriterin, Gitarristin, Sängerin, Filmkomponistin und Musikproduzentin.
Bis heute hat Gemma Ray sechs Alben auf dem Bronze Rat Records Label herausgebracht und mit Künstlern wie Sparks und Alan Vega zusammengearbeitet. Ihre Musik wird gerne Genres wie zum Beispiel „pop-noir“, „sideways blues“ oder „gothic folk“ zugeschrieben.

## Leben
Ray ist in Basildon, Essex geboren und unweit davon aufgewachsen. Gemma Ray lebt in Berlin.

## Studioalben

### The Leader
Gemma Rays Debütalbum The Leader wurde mit Unterstützung von Micheal J. Sheehy produziert. Am 2. Juni 2008 veröffentlicht, zeichnet es sich durch die Singleauskopplung Hard Shoulder / Name Your Lord aus. Krankheitsbedingt konnte sie mit dem Album nicht auf Tour gehen, nutzte jedoch die Zeit, um an ihrem nächsten Album zu schreiben.

### Lights Out Zoltar!
Das zweite Studioalbum, Lights out Zoltar!, erschien am 7. September 2009. Es erhielt durchweg positive Kritiken. Bereits am 23. August veröffentlichte sie die Single 100mph (In 2nd Gear).  Für Lights of Zoltar! wurde Gemma Ray 2010 mit dem Independent Music Award ausgezeichnet.
Jimmy Page, Leadgitarrist der legendären Rockgruppe Led Zeppelin, erklärte nach einem ihrer Auftritte, bei dem sie als Vorprogramm für Mott the Hoople auf der Bühne stand, dass man „sie nicht verpassen“ dürfe.

### It's a Shame About Gemma Ray
Das Album It’s a Shame About Gemma Ray wurde in nur wenigen Tagen in den NY HED Studios in New York aufgenommen. Produziert von Heavy Trash’s Matt Verta-Ray, erschien es am 1. Juni 2010. Das Album beinhaltet insgesamt 16 Cover-Versionen mehr oder weniger bekannter Künstler wie Ella Fitzgerald, Mudhoney, The Cookies, Sonic Youth, Buddy Holly und George Gershwin.

### Island Fire
Im April 2010 strandete sie in Australien, nachdem ihr Heimflug einem ausbrechenden isländischen Vulkan zum Opfer fiel. Sie nutzte die erzwungene Auszeit, um in den Alberts Studios in Sydney die Grundzüge/Basis ihres nächsten Albums aufzunehmen. Nach weiteren Studio-Aufenthalten auf der Insel Giske in Nordnorwegen sowie auf der Isle of Dogs in London kehrte sie noch einmal nach Sydney zurück, um Island Fire fertigzustellen. Island Fire ist ein „aufregendes Vintage-Gesamtkunstwerk“ und „unberührbar, unnahbar, cool und sinnlich“.
Am 12. März 2012 erschien Island Fire und erhielt durchweg sehr gute Kritiken und erreichte Platz 19 in den CMJ Album-Chart. Das Vorab-Minialbum Runaway steuert zwei Lieder zu diesem Album bei und die vorliegende CD-Version beinhaltet die beiden Songs der bereits erschienenen 7” Single Gemma Ray sings Sparks (with Sparks) als Bonus.

### Down Baby Down
Keine zwölf Monate später folgt das Instrumental-Album Down Baby Down. Ray beschreibt diesen halbstündigen Noir-Jazz-Folk-Ausflug treffend als „Fantasy Soundtrack“. Zusammen mit Rory More an der Orgel, Wilhelm Stegmeier am Bass und Thomas Wydler (Nick Cave and the Bad Seeds) am Schlagzeug, pendelt Ray dabei „zwischen ruhigen und unaufgeregten, düsteren und beschwingten Welten hin und her“.
Das Album wurde in seiner Gesamtheit mit Thomas Wydler, Andy Zammit und Chor-Ensemble im Berliner Imperial Club am 3. Dezember 2013 aufgeführt.

### Milk for Your Motors
Milk For Your Motors ist „wie der bärenstarke Vorgänger ein Album ohne Füllmaterial oder Ausfälle, es lebt von der Qualität einzelner Songs“. Auf Milk for Your Motors sind außerdem viele Größen der Musikwelt zu hören, unter anderem Alan Vega (Suicide), Howe Gelb (Giant Sand) and Fiona Brice (John Grant, Placebo) sowie das deutsche Filmorchester Babelsberg. Das Album wurde am 22. August 2014 veröffentlicht.
Gemma Ray tourte Milk for Your Motors ausgiebig bis 2015. Im selben Jahr trat sie auf zwei besonderen Veranstaltungen im Londoner Barbican und Lead Belly in der Royal Albert Hall auf, um die Werke und das musikalische Vermächtnis von Lee Hazlewood zu würdigen.

### The Exodus Suite
Die Veröffentlichung von The Exodus Suite wurde am 16. März 2016 bekannt gegeben. Beschrieben als 52-minütige Odyssee durch ihren einzigartigen Stil „epic torch song psychedelia“, wurde das Album in nur sieben Tagen in den Candy Bomber Studios in Berlin aufgenommen. Das Album wurde am 20. Mai 2016 veröffentlicht.
Im Februar 2016 tourte Ray mit The Jon Spencer Blues Explosion durch ganz Europa.

## Schaffen als Filmkomponistin
Gemma Ray hat mit ihrer Musik zu mehreren Filmen und Fernsehserien beigetragen. Im Jahr 2015 schrieb sie, arrangiert und aufgenommen, die Filmmusik für den deutschen Film Vorstadtrocker von The Plura Sisters. Ebenfalls im Jahr 2015, holte Wim Wenders Ray als Sängerin in seine Kurzdoku Restoring Time. Ray sang auch auf Wenders Berlinale-Party in Clärchens Ballhaus. Ihre Musik erschien des Weiteren in Serien wie The Killing, What Remains und Switch and Ringer.
Gemma zeigte sich ebenso bei mehreren Fernsehshows, einschließlich Rockwiz, Spicks & Specks, Jam Sandwich und Top of the Pops 2.

## Beteiligungen an Projekten/Kollaborationen/Mitwirken
Gemma Ray hat im Laufe ihrer bisherigen Karriere mit mehreren namhaften Künstlern zusammengearbeitet. Ein zufälliges Treffen in Los Angeles mit Ron und Russell Mael der Band Sparks, führte zu einer Zusammenarbeit der Künstler. Gemeinsam veröffentlichten sie die 7” Single Gemma Ray sings Sparks (With Sparks), zwei Interpretationen der Sparks How Do I Get to Carnegie Hall und Eaten by the Monster of Love. Das Cover für die Platte wurde von Rick Froberg der Bands Drive Like Jehu, Hot Snakes und Obits entworfen.
Ihre beständigster Partner/Kollege ist Andy Zammit, der sie live am Schlagzeug begleitet und auch an der Produktion vieler ihrer Alben beteiligt ist.

## Diskografie
- 2008: The Leader
- 2010: Lights Out Zoltar!
- 2010: It’s a Shame About Gemma Ray
- 2012: Island Fire
- 2013: Down Baby Down
- 2014: Milk for Your Motors
- 2016: The Exodus Suite
- 2019: Psychogeology